# Brypoctia itys
Brypoctia itys is een vlinder uit de familie van de Houtboorders (Cossidae). De wetenschappelijke naam van de soort werd voor het eerst gepubliceerd in 1911 door Herbert Druce.
De soort komt voor in Colombia.